# Nicotiana acuminata
Nicotiana acuminata là loài thực vật có hoa trong họ Cà. Loài này được (Graham) Hook. mô tả khoa học đầu tiên năm 1829.